# استئصال الخصية
اِسْتِئْصَالُ الخُصْيَّةِ أو المَتْنُ هي العملية الجراحية التي تُزَال فيها إحدى الخصيتين أو كلاهما. وفي حالة إزالة كلتا الخصيتين يطلق عليها اسم الإخصاء. وهناك ثلاثة أنواع من جراحات استئصال الخصية، البسيطة واستئصال ما تحت الحافظة (الكابسول) (بالإنجليزية: subcapsular)‏، والاستئصال الإربى (بالإنجليزية: inguinal)‏. ويتم إجراء الجراحتين الأوليتين باستخدام التخدير الموضعى أو التخدير الشوكي، وتستغرق الجراحة حوالي 30 دقيقة. أما بالنسبة للاستئصال الإربى للخصية فقد يحتاج إلى تخدير كلى، وتستغرق الجراحة حوالي 30 دقيقة وقد تمتد إلى الساعة.

## اعتبارات ما قبل الجراحة
تنص المبادئ التوجيهية على وجوب تقديم استشارات بشأن الخصوبة لجميع المرضى الذين يخضعون لعملية الاستئصال الإربي للخصية، إذ يوجد خطر انخفاض الخصوبة أو العقم. تمثل أورام الخلايا الجرثومية في الخصية 95% من حالات سرطان الخصية لدى الشباب. يرتبط ورم الخلايا الجرثومية في الخصية باختبارات السائل المنوي غير الطبيعية. نظرًا لأن سرطان الخصية يُشخص بشكل شائع عند الشباب في سن الخصوبة، يجب تثقيف هؤلاء الأفراد حول طرق الحفاظ على السائل المنوي من خلال التجميد (الحفظ بالبرودة) وتقييم كامل للخصوبة قبل الجراحة. بالإضافة إلى ذلك، يجب تقديم المشورة بشأن زرع الخصية الصناعية والتثقيف قبل أن يخضع الفرد لعملية استئصال الخصية أو قبل الفحص الإربي مع إمكانية استئصال الخصية. تعد هذه الجراحة اختيارية يمكن إجراؤها بالتزامن مع استئصال الخصية. لزرع الخصية الصناعية فوائد نفسية واضحة. رغم انخفاض مخاطر حدوث مضاعفات مع الأعضاء الاصطناعية، يجب إبلاغ الأفراد بإمكانية الإصابة بالعدوى وحدوث التفاف للعضو الصناعي والحاجة لاستبداله مع الوقت.

## عناية ما بعد الجراحة
بعد استئصال الخصية، يُنصح الخاضعون لهذا الإجراء بتجنب الاستحمام والسباحة ورفع الأشياء الثقيلة لمدة شهر على الأقل. إذا كان الفرد قد سبق له تناول أدوية هرمونية و/أو حاصرات هرمونية، فستكون هناك حاجة لإجراء تعديلات على أدويته بعد الإجراء. يجب إيقاف أي أدوية مضادة للأندروجين، مثل سبيرونولاكتون أو سيبروتيرون، ويمكن استئناف تناول الإستروجينات مع متابعة تعليمات الطبيب. تشمل طرق تخفيف الألم بعد الجراحة وضع الثلج على مكان الجراحة، وارتداء الملابس الداخلية الداعمة، واستخدام مسكنات الألم مثل الأسيتامينوفين (الباراسيتامول) أو الإيبوبروفين؛ قد تكون هناك حاجة للمسكنات المخدرة لعلاج الألم الشديد. يجب تحديد موعد للمتابعة ومراقبة التعافي والشفاء بشكل روتيني.

## المخاطر والمضاعفات
يجب مناقشة المخاطر والمضاعفات مع المريض قبل الجراحة. تشمل مخاطر ومضاعفات الاستئصال الإربي للخصية ورم دموي صفني (تراكم الدم في كيس الصفن)، والعدوى، وآلام ما بعد الجراحة (60% بدايةً، 1.8% بعد عام واحد)، ومتلازمة الخصية الوهمية (ألم في الكلى نتيجة صدمة من الخصية)، وانخفاض الخصوبة، وتشمل المضاعفات النادرة الفتق الإربي، وإصابة العصب الحرقفي الإربي، وارتشاح الخلايا الورمية، وقصور الأقناد.

## الآثار
يؤدي استئصال الخصية أحادي الجانب إلى انخفاض عدد الحيوانات المنوية ولكنه لا يقلل من مستويات هرمون التستوستيرون. يسبب استئصال الخصية ثنائي الجانب العقم ويقلل بشكل كبير من مستويات هرمون التستوستيرون. قد يسبب ذلك آثار جانبية تشمل فقدان الرغبة الجنسية، والعنانة، والهبات الساخنة، وتضخم الثدي (التثدي)، وزيادة الوزن، وفقدان الكتلة العضلية، وهشاشة العظام. تبين وجود آثار على عملية تكون النسيج العظمي لدى بعض الأفراد الذين أُصيبوا بسرطان البروستاتا والذين خضعوا لعملية استئصال الخصية ثنائي الجانب، ما أدى إلى زيادة خطر الإصابة بكسور العظام بسبب نقص هرمون التستوستيرون بعد العملية.
يقلل استئصال الخصية ثنائي الجانب أيضًا من الحاجة لاستخدام الأدوية الهرمونية من قبل النساء المتحولات جنسيًا؛ يقلل انخفاض هرمون التستوستيرون من الحاجة إلى الأدوية المضادة للتستوستيرون ويمكن أن يساهم في ظهور السمات الأنثوية مثل تضخم الثدي.

### الآثار النفسية الاجتماعية
يمكن أن يكون لاستئصال إحدى الخصيتين أو كلتيهما آثار خطيرة على هوية المريض وصورته الذاتية المتعلقة بالذكورة، فقد يسبب ذلك شعوره باليأس والعجز والخسارة. بين الناجين من سرطان الخصية الذين خضعوا لاستئصال الخصية، لوحظ شعور بالخزي والخسارة، وكانت هذه المشاعر أكثر وضوحًا لدى الشباب والعازبين من الرجال الأكبر سنًا وغير العزاب. نحو ثلث الأفراد الذين يخضعون لعملية استئصال الخصية لا يُعرض عليهم خيار زرع الخصية الصناعية. تُظهر البيانات أن مجرد عرض خيار زرع خصية صناعية للأفراد الذين يخضعون لعملية استئصال الخصية مفيد من الناحية النفسية. بعض الأفراد لا يمانعون فقدان الخصية، لكن أظهرت الدراسات حدوث تغييرات في صورة الجسد لدى الناجين من سرطان الخصية الذين خضعوا لعملية استئصال الخصية وتحسن في صورة الجسد لدى 50-60% من الأفراد الذين خضعوا لزرع الخصية الصناعية. أشارت التقارير أنه بعد مرور عام على زرع الخصية الصناعية، ازداد شعور الفرد بالثقة بالنفس والرفاهية النفسية الاجتماعية أثناء النشاط الجنسي في دراسة تابعت الأفراد بعد استئصال الخصية بمن فيهم المراهقين. من ناحية أخرى، هناك جدل حول ما إذا كان يجب عرض خيار زرع الخصية الصناعية على الأطفال الذين يخضعون لعملية استئصال الخصية لإجرائه بالتزامن مع عملية استئصال الخصية.

## الاستخدامات الطبية

### استئصال الخصية لإعادة تحديد الجنس
يعتبر استئصال الخصية البسيط ثنائي الجانب أحد خيارات جراحة إعادة تحديد الجنس للنساء المتحولات جنسيًا. يمكن إجراؤه بشكل مستقل أو بالتزامن مع عملية أخرى مثل جراحة المهبل التجميلية. يجب أخذ إجراء استئصال الخصية ثنائي الجانب بعين الاعتبار أولًا قبل الخضوع لجراحة المهبل التجميلية. يمكن إجراء جراحة المهبل التجميلية بعد الخضوع لعملية استئصال الخصية ثنائي الجانب، إذ يمكن الحفاظ على على الجلد القضيبي الصفني الذي يمكن استخدامه لاحقًا في ترقيع الجلد. بالإضافة إلى ذلك، يعد خيارًا لغير القادرين على الخضوع لجراحة المهبل التجميلية بسبب خطر حدوث مضاعفات. 

### استئصال الخصية كتشخيص وعلاج لسرطان الخصية
يصيب سرطان الخصية الذكور الذين تتراوح أعمارهم بين 15-34 عامًا بشكل شائع. في عام 2017، كان هناك 8850 حالة جديدة و410 حالة وفاة في الولايات المتحدة.
توصي إرشادات جمعية المسالك البولية الأمريكية والرابطة الأوروبية لجراحة المسالك البولية لعام 2019 بتصوير الخصى بالأمواج فوق الصوتية في حال الاشتباه بسرطان الخصية بعد الفحص البدني. يساعد التصوير بالأمواج فوق الصوتية في التشخيص التفريقي بحيث يمكن للفرد تجنب الحاجة إلى جراحة الاستئصال الإربي للخصية. يعد الاستئصال الإربي للخصية المعيار الذهبي العلاجي للمصابين بورم خبيث مؤكد لسرطان الخصية. لذلك، من الضروري التفريق بين الورم الحميد والورم الخبيث. تكون الأورام الحميدة عبارة عن كتل سرطانية خارج الخصية أو محيطة بها، بينما تتوضع الأورام الخبيثة عادةً داخل الخصية.

## الاستئصال البسيط للخصية
يستخدم الاستئصال البسيط للخصية في الحالات المتقدمة من سرطان البروستاتا. ينام المريض مستلقيا تماما على ظهره على الطاولة الجراحية ويربط قضيبه إلى بطنه. وتقوم الممرضة بحلاقة جزء صغير مكان الفتحة الجراحية. وبعد سريان مفعول التخدير يقوم الجراح بعمل فتحة جراحية في النقطة المنصفة لوعاء الخصيتين ويقوم بقطع الأنسجة أسفل الفتحة. ويقوم الجراح بإزالة الخصيتين وجزء من الحبل العصبي للخصية (بالإنجليزية: spermatic cord)‏ من خلال الفتحة. ويتم غلق الفتحة بطبقتين من الخيوط الجراحية ثم تغطيتها بغطاء جراحى. وبناء على رغبة المريض يمكن تعويضه بخصية صناعة يتم وضعها قبل تخييط الجرح لتعطى مظهر ما قبل إجراء الجراحة.

## استئصال تحت الحافظة
استئصال ما تحت الحافظة (بالإنجليزية: subcapsular orchiectomy)‏ ويتم اجراؤه في علاج حالات سرطان البروستاتا. وتتشابه هذه العملية مع عملية الاستئصال البسيط للخصية، مع فارق إزالة أنسجة الغدد المحيطة بالخصية بدلا من إزالة الخصية نفسها. ويتم استخدام هذه الجراحة للحفاظ على الشكل الخارجى للخصيتين.

## الاستئصال الإربي للخصية
الاستئصال الاربى (بالإنجليزية: inguinal orchiectomy)‏ (و كلمة inguin باللاتينية تعنى العانة)، ويتم إجراء الجراحة في حالة الشك في سرطان الخصية، حتى لا ينتشر السرطان عن طريق الحبل العصبي للخصية إلى الغدد الليمفاوية بالقرب من الكلية.
ويمكن أن يتم الاستئصال الاربى للخصية على جانب واحد أو على الجانبين. يقوم الجراح بعمل فتحة جراحية في عانة المريض (مقابل الفتحة في كيس الصفن في حالتى الاستئصال البسيط واستئصال ما تحت الحافظة). يتم إزالة الحبل العصبي بأكمله، وخصية واحدة أو كلاهما. تترك غرزة جراحية غير قابلة للتحلل أو الامتصاص في نهاية الحبل العصبي المقطوع في حالة الحاجة إلى إجراء جراحة أخرى.
بعد إزالة الخصية والحبل العصبي يقوم الجراح بغسيل المنطقة بمحلول ملحى وتخييط طبقات الانسجة والجلد بانواع مختلفة من الغرز. بعد ذلك يغطى الجرح بشاش معقم ويتم الربط عليه.